# Ralph Abraham (homme politique)
Pour les articles homonymes, voir Ralph Abraham et Abraham (homonymie).
Ralph Lee Abraham, Jr., né le 16 septembre 1954 à Monroe (Louisiane), est un homme politique américain, élu républicain du Louisiane à la Chambre des représentants des États-Unis de 2015 à 2021.

## Biographie
Au début des années 1980, Ralph Abraham étudie la médecine à l'université d'État de Louisiane. Il s'engage dans les forces spéciales de la garde nationale américaine de 1986 à 1989, puis obtient son master de médecine en 1994. Il devient médecin rural dans la paroisse de Richland.
En 2014, il se présente à la Chambre des représentants des États-Unis dans le 5e district de Louisiane, une circonscription relativement pauvre du nord-est de l'État. Il arrive en deuxième position derrière le maire démocrate de Monroe (28,2 %). Avec 23,2 % des voix, il devance le républicain de la Duck Dynasty Zach Dasher (22,4 %) et le républicain sortant Vance McAllister (11,1 %),. McAllister était au sein d'un scandale pour avoir embrassé une collaboratrice mariée. Abraham remporte le district conservateur avec 64 % des suffrages au deuxième tour. Il est facilement réélu en 2016 et 2018. Au Congrès, il siège à la commission sur les forces armées et à la commission sur l'agriculture.
En 2019, Ralph Abraham est candidat au poste de gouverneur de Louisiane. Face au démocrate sortant John Bel Edwards, il est longtemps donné favori du camp républicain avant de se retrouver dans une course serrée avec l'homme d'affaires républicain Eddie Rispone, qui lance de nombreuses publicités négatives contre Abraham. Avec 24 % des voix, il arrive en troisième position de la primaire, derrière Edwards (47 %) et Rispone (27 %). Malgré le soutien d'Abraham à Rispone après la primaire, Edwards est finalement réélu face à Rispone.
En février 2020, Abraham annonce qu'il se sera pas candidat à un nouveau mandat de représentant aux élections de novembre. Il se conforme ainsi à une promesse de campagne de ne pas effectuer plus de trois mandats.

## Vie privée
Ralph Abraham est marié et a trois enfants avec sa femme, Dianne.

### Article annexe
- Liste des représentants des États-Unis pour la Louisiane